# Arcade veineuse plantaire
L'arcade veineuse plantaire est une veine du membre inférieur située dans la plante du pied qui contribue au réseau veineux plantaire (ou semelle veineuse de Lejars).
Elle forme un arc concave en arrière au niveau de la racine des orteils, satellite de l'arcade plantaire artérielle. 
Elle reçoit à l'avant les veines métatarsiennes plantaires. 
Latéralement elle donne les veines plantaires latérales, et médialement les veines plantaires médiales, qui rejoignent les veines tibiales postérieures.
Il existe des rameaux communicants avec l'arcade veineuse dorsale du pied et les veines grande et petite saphène.